# アーサー・ゴア (第5代アラン伯爵)

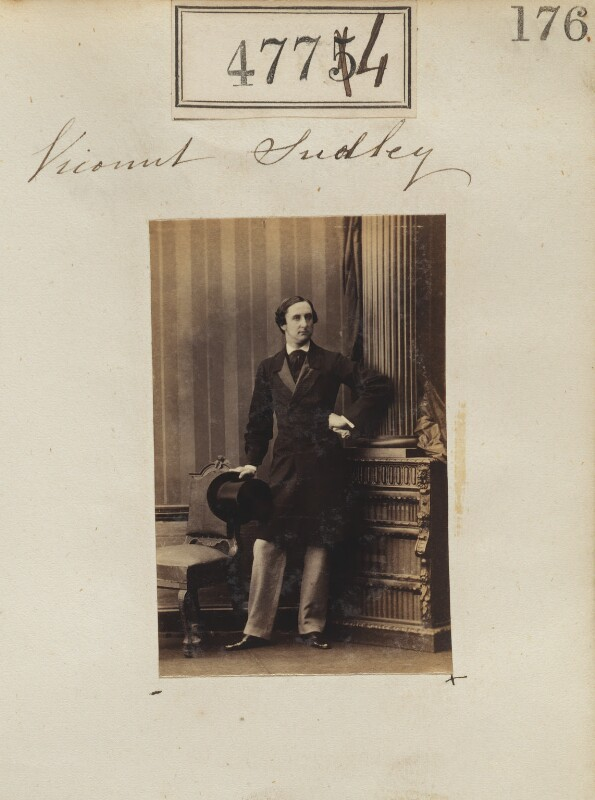
カミーユ・シルヴィによる肖像写真、1861年7月5日撮影。

第5代アラン伯爵アーサー・サンダース・ウィリアム・チャールズ・フォックス・ゴア（英語: Arthur Saunders William Charles Fox Gore, 5th Earl of Arran KP、1839年1月6日 – 1901年3月14日）は、イギリスの政治家、アイルランド貴族。ドニゴール県長官（在任：1863年 – 1864年）、メイヨー統監（在任：1889年 – 1901年）を務めた。

## 生涯
第4代アラン伯爵フィリップ・ヨーク・ゴアと妻エリザベス・マリアン（Elizabeth Marianne、旧姓ネイピア（Napier）、1899年4月27日没、サー・ウィリアム・フランシス・パトリック・ネイピアの娘）の長男として、1839年1月6日にバースで生まれた。イートン・カレッジで教育を受けた。
青年期に各国のイギリス大使館でアタッシェを務めた。具体的には1859年にハノーファーで、1860年にシュトゥットガルトで、1861年にリスボンで、1863年にパリで務め、1864年12月に外交官から引退した。また、1863年から1864年までドニゴール県長官を務めた。1865年から1881年まで所得税特別委員（Special Commissioner of Income Tax）を務め、1883年から1884年まで税関委員（Commissioner of Customs）を務めた。
1884年6月25日に父が死去すると、アラン伯爵位を継承した。同年11月7日、連合王国貴族であるメイヨー県におけるカースル・ゴアのサドリー男爵に叙された。同年12月4日、アイルランド貴族代表議員選挙での投票権を認められた。
1889年1月14日から1901年に死去するまでメイヨー統監を務めた。
1898年3月15日、聖パトリック勲章を授与された。
1901年3月14日にメイフェアのハートフォード・ストリート16号（16 Hertford Street）で死去、19日にウィンザー墓地（Windsor Cemetery）に埋葬された。息子アーサー・ジョスリン・チャールズが爵位を継承した。

## 家族
1865年2月21日、ヘンリエッタ・ジョスリン（Henrietta Jocelyn、1845年2月10日 – 1871年10月3日、ジョスリン子爵ロバート・ジョスリンの娘）と結婚、1男3女をもうけた。
- メイベル・フランシス・エリザベス（英語版）（1866年3月10日[5] – 1956年4月7日） - 1886年1月19日、第11代エアリー伯爵デイヴィッド・オグルヴィ（英語版）と結婚、子供あり[4]
- シセリ・アリス（Cicely Alice、1867年7月15日[5] – 1955年2月5日） - 1887年5月17日、第4代ソールズベリー侯爵ジェイムズ・ガスコイン＝セシルと結婚、子供あり[4]
- アーサー・ジョスリン・チャールズ（1868年9月14日 – 1958年12月19日） - 第6代アラン伯爵[4]
- エスター・ジョージアナ・キャロライン（Esther Georgiana Caroline、1870年1月13日[5] – 1955年10月11日） - 1894年7月26日、第2代ハンブルデン子爵フレデリック・スミス（英語版）と結婚、子供あり[4]

1889年7月29日、ウィニフレッド・エレン・ストップフォード（Winifred Ellen Stopford、1921年11月12日没、ジョン・ライリーの娘、ジョン・モンタギュー・ストップフォード閣下の未亡人）と再婚、1女をもうけた。
- ウィニフレッド・ヘレナ・レティス（Winifred Helena Lettice、1891年8月11日 – 1859年12月6日） - 生涯未婚[4]